# ノイダ国際空港
ノイダ国際空港（ノイダこくさいくうこう、ヒンディー語:नोएडा अंतर्राष्ट्रीय हवाई अड्डा、英語:Noida International Airport）は、インド、ウッタル・プラデーシュ州に建設予定の国際空港。デリー首都圏を担当し、混雑するインディラ・ガンディー国際空港を補完する役割を期待されている。2019年にスイスのチューリッヒ空港を運営する企業「チューリッヒ空港」が空港建設と完成後40年間の運営権を獲得した。
開港時点では滑走路2本で運営されるが、将来的には2,900ヘクタールの土地に8本の滑走路を持つ計画がある。計画では初年度から年間1200万人の利用を見込み、2040年から2050年には年間およそ7000万人の利用を見込んでいる。

## 沿革
この計画は2001年にウッタル・プラデーシュ州知事のラージナート・シンがグレーターノイダ近郊のジェワールにタージ国際航空ハブ（TIAH）を開発するという計画を提唱したことに始まる。これに伴い連邦政府が技術的なフィジビリティレポートを2003年に発行した。計画当初は500億ルピーを投じて2007年から2008年に完成する予定であった。しかし、この計画は統一進歩同盟（UPA）が政権与党の間は凍結されてきた。このプロジェクト用地は既存のインディラ・ガンディー国際空港からおよそ72kmしか離れておらず、その運営者のGMRグループが反対していたからである。同社はインディラ・ガンディー国際空港から150km以内にある空港の建設計画に対する拒否権が認められていた。これは、GMRグループによるノイダ空港への入札価格が最低入札価格から10%以内の場合に、同社が優先交渉権を得るためのものであった。
2012年にアキレシュ・ヤダブがウッタル・プラデーシュ州知事に就任すると、アーグラでの新空港計画のためにノイダ空港計画を棚上げすることを発表した。そして2013年6月、州政府はフィーローザーバード県タンドラ近郊を新空港候補地とすると決定した。しかし、2014年1月に国防省が同地への空港計画に反対し、州政府は11月にアーグラー県エトマドプールへ計画地を変更した。
2014年、インド人民党（BJP）が中央政府の政権を奪還すると、計画地は再びジェーワルに戻された。そして2015年6月には、およそ890ヘクタールに及ぶ新空港計画が民間航空省に承認され、2016年6月には国防省も承認した。そして、2018年5月には民間航空省から州政府に対して建設許可が交付された。しかし、2017年7月には内閣官房から州政府に対して、ヒサール空港計画とノイダ空港計画が同時進行することで投資利益率（ROI）が悪化しないよう警告が入った。
2017年10月には実施主体のヤムナ高速道路産業開発局（YEIDA）が第1期工事のための土地をジェーワル近辺に取得し、2018年5月末には州政府が実施主体のYEIDA、ノイダ・グレーターノイダ産業開発公社と覚書を交わした。また、2021年1月にはYEIDAが第2期工事のための拡張用地の取得を始めた。
2021年11月25日に建設工事が始まった。第1期工事から第4期工事までを予定しており、1334ヘクタールの用地に建設する第1期工事の完了予定は2024年9月30日であったが、たび重なる延期により2025年11月開港予定となっている。建設に際しては植樹や森林公園の設置、太陽光発電の利用などを行い、同規模では世界初のネットゼロ空港を目指している。
2024年12月9日からは試験運用が開始されている。

## 立地
ノイダ国際空港はウッタル・プラデーシュ州ガウタム・ブッダ・ナガル県ジェーワルから北へ7kmの位置に建設される。近隣には名前の由来となった都市ノイダがある。インディラ・ガンディー国際空港との距離は72kmであり、デリー首都圏からの利用が見込まれている。またヤムナー高速道路の開通により、アーグラやマトゥラー、ヴリンダーヴァンなどとも結ばれる。